# ديريك هولمز
ديريك هولمز (بالإنجليزية: Derek Holmes)‏ (11 أكتوبر 1978 المملكة المتحدة - ) هو لاعب كرة قدم بريطاني يلعب كمهاجم.

## روابط خارجية
- ديريك هولمز على موقع قاعدة بيانات كرة القدم.إي يو (الإنجليزية)
- ديريك هولمز على موقع Soccerbase.com (لاعب) (الإنجليزية)